# Pardosa narymica
Pardosa narymica là một loài nhện trong họ Lycosidae.
Loài này thuộc chi Pardosa. Pardosa narymica được Savelyeva miêu tả năm 1972.